# Ахмедзаде, Мубариз Джума оглы
Мубариз Джума оглы Ахмедзаде (азерб. Əhmədzadə Mübariz Cuma oğlu; род. 15 января 1947, Гахмугал, Кахский район) — глава исполнительной власти Загатальского района.

## Биография
Родился 15 января 1947 года в с. Гахмугал Гахского района.
В 1970 году окончил факультет механики Азербайджанского политехнического института по специальности «инженер-механик».
С 1970 года работал инженером участка Загатальской станции машинной мелиорации.
С 1976 по 1979 год являлся начальником дорожного управления Гахского района.
С 1979 по 1984 — начальник межхозяйственного строительного управления Гахского района.
С 1985 по 1989 — начальник подвижного механизированного отряда №4 Гахского района.
С 1989 по 2007 — начальник Гахского учреждения «Автотранспорт».
Глава исполнительной власти Гахского района (27 декабря 2007 — 1 сентября 2009).
Глава исполнительной власти Загатальского района (с 1 сентября 2009).

## Награды
- Орден «За службу Отечеству» II степени (13 января 2017)[4]